# Leptogaster bivittata
Leptogaster bivittata là một loài ruồi trong họ Asilidae. Leptogaster bivittata được Lehr miêu tả năm 1975. Loài này phân bố ở vùng Cổ Bắc giới và châu Á.